# Flavipanurgus merceti
Flavipanurgus merceti är en biart som först beskrevs av Joseph Vachal 1910.  Flavipanurgus merceti ingår i släktet Flavipanurgus och familjen grävbin. Inga underarter finns listade i Catalogue of Life.